# Figline Valdarno
Figline Valdarno es una localidad y municipio italiano de la ciudad metropolitana de Florencia, región de la Toscana, con 17.181 habitantes.

Ubicación de la ciudad de Figline Valdarno dentro de la provincia de Florencia.

## Evolución demográfica
| Gráfica de evolución demográfica de Figline Valdarno entre 1861 y 2001 |
|                                                                        |
| Fuente ISTAT - Elaboración gráfica por parte de Wikipedia              |